# Gold Times Square Block A
Le Gold Times Square Block A est un gratte-ciel en construction à Jinan en Chine. Il s'élèvera à 216 mètres Les travaux ont débuté en 2016 et devraient prendre fin en 2020. 